# Benátky nad Jizerou (zámek)
Zámek Benátky nad Jizerou je někdejší panské a šlechtické sídlo v Benátkách nad Jizerou v okrese Mladá Boleslav ve Středočeském kraji. Nachází se na vyvýšeném místě nad pravým břehem Jizery. Pod zámkem se nachází rozsáhlý nově zrekonstruovaný park.
V budově zámku sídlí městský úřad, společnost AVE CZ a v horním podlaží jsou umístěny expozice a depozity někdejšího městského muzea, dnes Okresního muzea Mladá Boleslav. V přízemí zámku je umístěno soukromé muzeum hraček Jiřího Fialy.
Benátecký zámek se nachází na výrazném ostrohu nad pravým břehem Jizery a tvoří tak z daleka viditelnou dominantu. Ačkoli zámek prošel od svého založení několika architektonickými úpravami v různých stavebních slozích, působí přesto celý komplex jednotným a sladěným dojmem. Zámek je obklopen parkem, kde se nacházejí díla barokního sochařství. Součástí zámku je kostel Narození Panny Marie.

## Historie

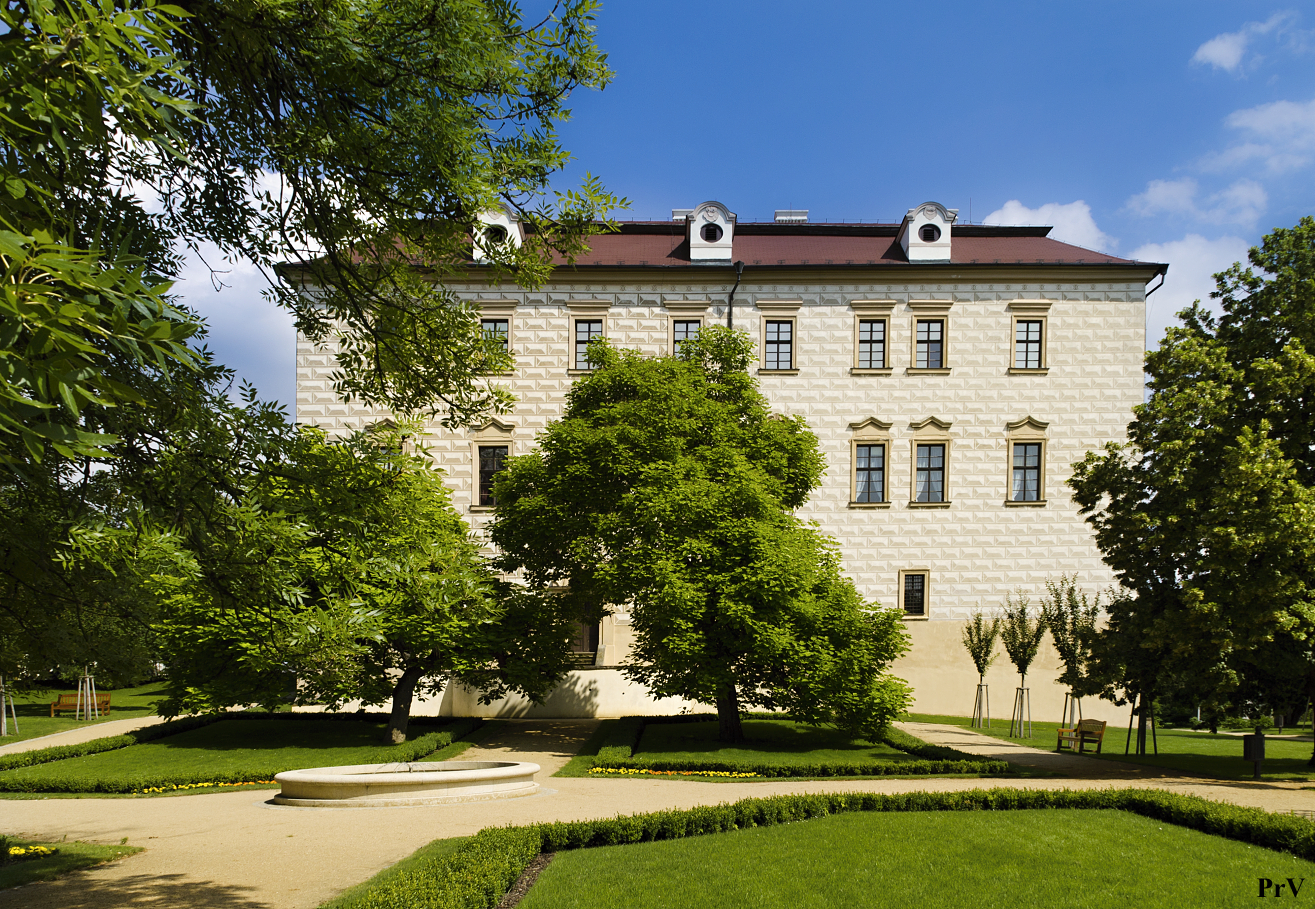
Zámek v Benátkách nad Jizerou

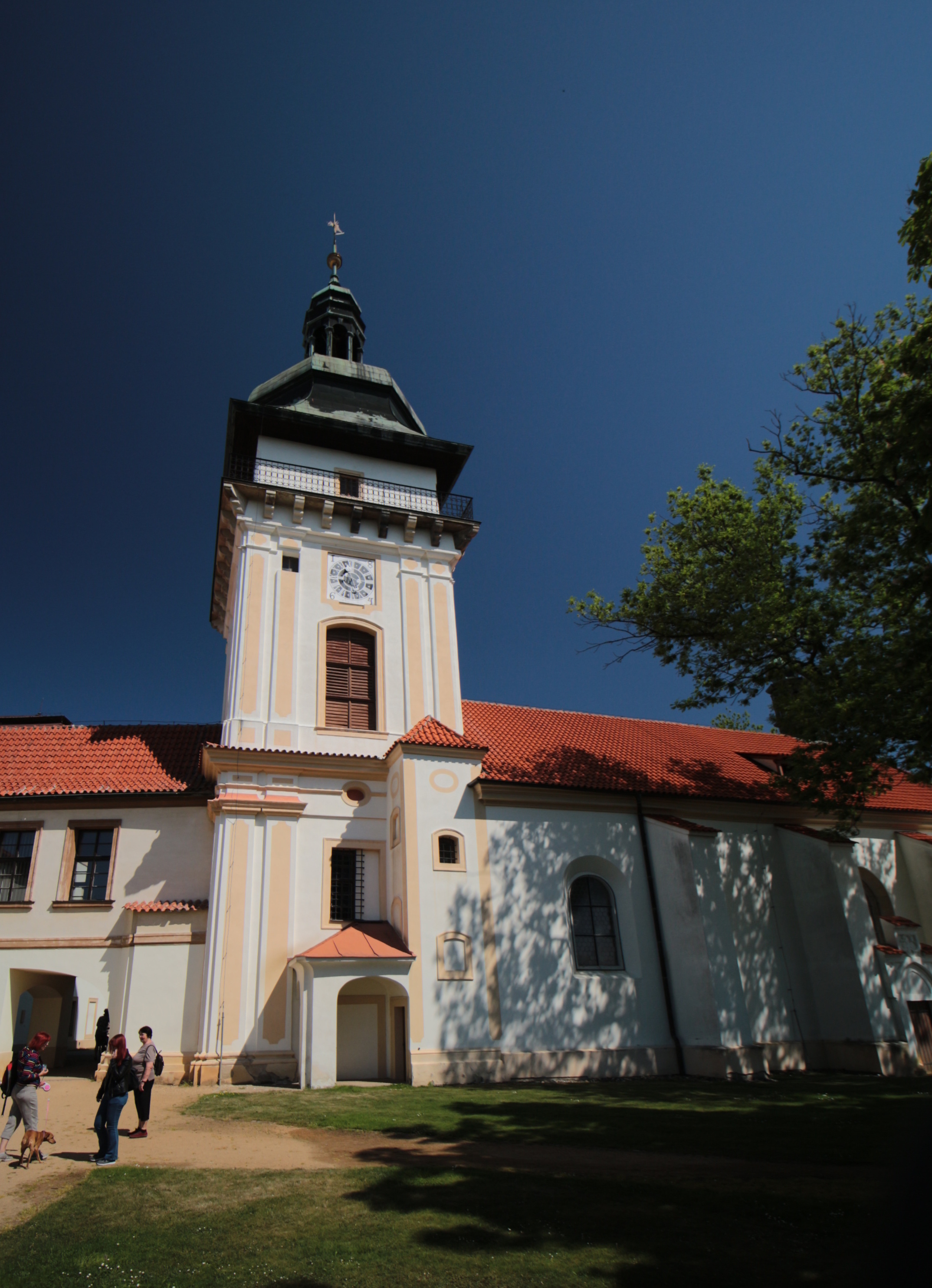
Věž zámeckého kostela

### Před vznikem zámku
Od 13. století náležely Benátky nad Jizerou původně k sousednímu dražickému panství. Zřejmě kvůli nepříliš výhodné poloze původních (Starých) Benátek na levém břehu Jizery došlo kolem roku 1343 k přenesení města na protější břeh řeky a osada byla povýšena na město. Městu pak byla udělena četná privilegia a to hospodářsky vzkvétalo. V roce 1349 založil Jan V. z Dražic, synovec pražského biskupa Jana IV. z Dražic (1301–1343), na vrcholu kopce klášter cyriaků, k němuž přibyl kostel a škola. Zánik kláštera přinesla doba husitských válek, když byl v roce 1420 husity nejprve dobyt a vypálen dražický hrad, neboť tehdejší majitel Dražic, Aleš Škopek z Dubé, dosud patřil mezi stoupence katolické strany. O rok později přestoupil k podobojí, načež byl v roce 1424 hrad Dražice vypálen znovu, tentokrát katolíky. Hrad byl poté dobyt ještě v polovině 15. století, po čemž následoval jeho postupný úpadek.

### Vznik zámku
Benátecký zámek vznikl kolem roku 1525 přestavbou staré tvrze pánů z Donína. Majitel benáteckého panství, Bedřich z Donína, nechal přestavět již nevyhovující starou dražickou tvrz na reprezentativní šlechtické sídlo, a místo z Dražic se začíná psát "na Benátkách". Z této doby také pochází nejstarší část benáteckého zámku.
Původní zámek hraběte z Donína tvoří dnešní západní křídlo. Je možné, že byl zámek postaven na zbořeništi starého cyriackého kláštera. Stavební úpravy pokračovaly až do samého konce 16. století. Při nich byla provedena sgrafitová a další výzdoba. V letech 1599–1600 na zámku pobýval dánský hvězdář Tycho Brahe sloužící u pražského dvora císaře Rudolfa II.
Dalším majitelem zámku byl Jan z Werthu (Wörthu), za jehož držby byly provedeny další významné stavební úpravy. Bylo přistavěno nové barokní křídlo. V dobových listinách byl od té doby rozlišován "starý (renesanční) zámek" a "nový (barokní) zámek". V roce 1656 zasáhl nové křídlo zámku požár a budovu silně poničil. V téže době vznikl kolem zámku ohrazený areál hospodářských stavení a kostel.
Na konci 17. století se majitelem panství stal hraběcí rod Schützenů, který inicioval zásadní opravu a přestavbu celého zámku, což vedlo prakticky k jeho dnešní podobě.
Dalšími majiteli zámku byli páni z Klenové a Janovic, kteří přispěli k úpravě okolí zámku a zahrad. Z této doby jsou například plastiky znázorňující Slunce a Měsíc, zápasící Hérakles a Atlas nesoucí zeměkouli, či alegorie Podzimu a Zimy, jejichž autorem je snad místní rodák sochař František Adámek. Hlavním iniciátorem úprav byl Ignác Zikmund z Klenové a Janovic (zemřel 1764). Plastiky karikující služebnictvo byly získány hrabětem z Klenové od hraběte Františka Antonína Šporka, majitele sousedního lyského panství a velkého mecenáše umění. Podobně jako Špork, také Ignác Zikmund z Klenové měl svou zámeckou kapelu. Zde svou hudební dráhu začínal rodák ze Starých Benátek, houslový virtuos František Benda, pozdější vynikající dvorní kapelník pruského krále Bedřicha II. Velikého a jeho bratr, významný evropský barokní skladatel, Jiří Antonín Benda.

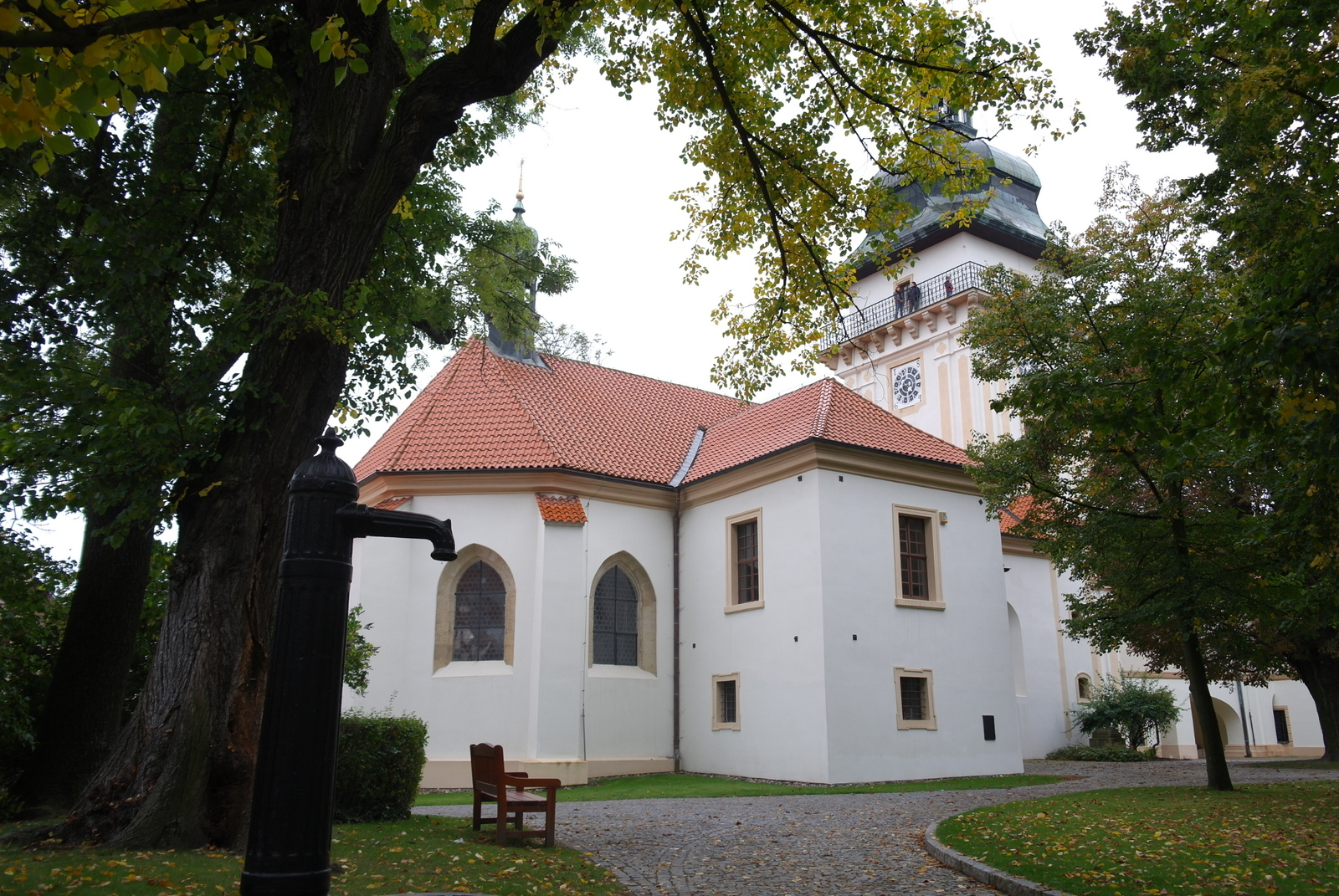
Zámecký kostel Narození Panny Marie

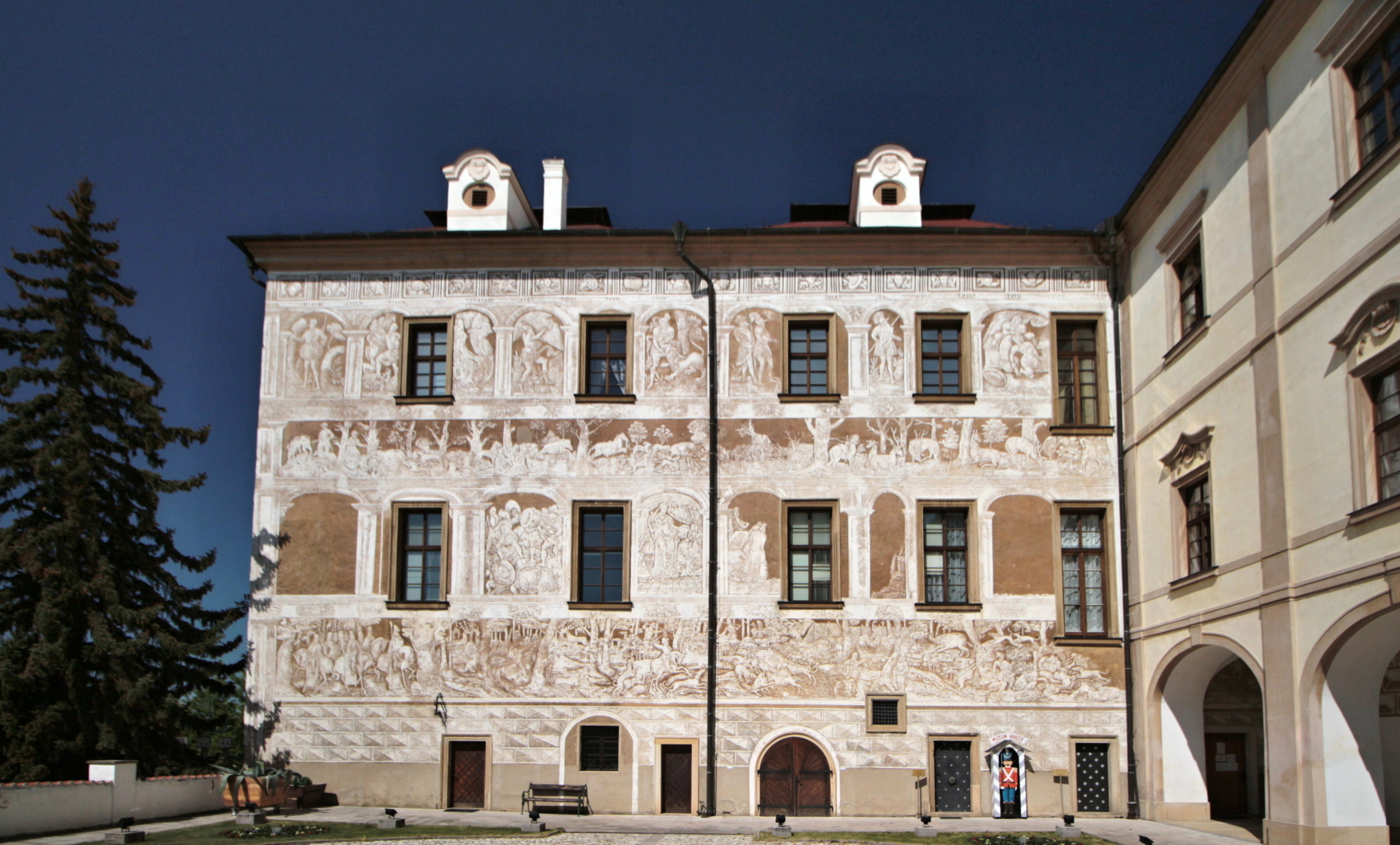
Sgrafitová výzdoba nádvoří zámku

Benátecké panství se však dostalo do finančních potíží, a tak ho byl syn Ignáce Zikmunda z Klenové Václav nucen prodat pražskému arcibiskupovi Antonínu Příchovskému z Příchovic. Po jeho smrti roku 1793 získali panství jehopříbuzní, kteří nechali upravit interiér zámku v rokokovém stylu podle plánů architekta Filipa Hegera. Panství vlastnili až do roku 1816, kdy Benátky přešly jako dědictví na sestry Marii, Josefínu a Elišku ze Solopisk. S Eliškou se oženil Leopold Felix hrabě z Thun-Hohenštejna. V tomto období, v letech 1844–1848, působil na zámku jako učitel hudby mladý Bedřich Smetana. Zde také složil svou první klavírní sonátu. Po něm se jeho hraběcích žáků ujala Smetanova pozdější manželka Kateřina Kolářová.
Na konci 19. století se majitelem zámku stal vídeňský bankovní dům Länderbank. Od té doby začal zámek pustnout. Posledním šlechtickým majitelem zámku byl rod Kinských, kteří však také o zámek příliš nedbali, a některé vybavení zámku dokonce prodali v dražbě.
Po první světové válce byly šporkovské plastiky odvezeny do Lysé a později do Nového Města nad Metují. Posledních šest sošek bylo v 50. letech restaurováno a znovu instalováno v areálu zámku.
V roce 1920 se majitelem zámku stalo město, které jej od Kinských odkoupilo, a pustilo se do oprav, a po roce 1937 se budovy staly sídlem městské správy.
Po úpravách druhého patra zámku v něm bylo roku 1955 zřízeno městské muzeum, kde jsou vystaveny exponáty z dějin Benátecka, či se zde nacházejí pamětní síně Tychona Braha a zde působících hudebníků, bratří Františka a Jiřího Antonína Bendových a Bedřicha Smetany.
Další zásadnější opravy zámku se uskutečnily v 80. a 90. letech, kdy kromě oprav havarijního stavu zdiva, statiky celého zámku a dřevomorkou napadených stropů byla zrestaurována i sgrafitová výzdoba a zásadně upraven dvůr mezi zámeckými křídly.

## Současnost
V současné době v zámku sídlí městský úřad Benátek, dále kancelář společnosti AVE CZ a v horním podlaží jsou umístěny expozice a depozity někdejšího městského Muzea Benátky, dnes Okresního muzea Mladá Boleslav, s expozicemi Pánů z Dražic, Tychona Brahe, Jana z Werthu a Keltů. V přízemí zámku je soukromé muzeum hraček Jiřího Fialy.